# منطقة ثون بوري
منطقة ثون بوري (بالإنجليزية: Thon Buri District)‏ هي منطقة من مناطق بانكوك. يبلغ عدد سكانها 175768 نسمة وذلك حسب إحصائيات سنة 2003. تبلغ مساحتها 8.551 كم².

الموقع في بانكوك